# Martin Střelba
Martin Střelba (Brandýs nad Labem-Stará Boleslav, 22 marzo 1967) è un ex tennista cecoslovacco, successivamente ceco.

## Carriera
In carriera ha raggiunto una finale nel singolare al BMW Open nel 1989. Nei tornei del Grande Slam ha ottenuto il suo miglior risultato raggiungendo il secondo turno nel singolare all'Open di Francia nel 1990.

## Statistiche

### Singolare

#### Finali perse (1)
| Numero | Anno          | Torneo                      | Superficie  | Avversario in finale | Punteggio     |
| 1.     | 7 maggio 1989 | BMW Open, Monaco di Baviera | Terra rossa | Andrej Česnokov      | 7-5, 6-7, 2-6 |